# Borowsk
Borowsk (ros. Боровск) – miasto w środkowej Rosji, w obwodzie kałuskim nad rzeką Protwą dopływem Oki. Pierwsza wzmianka w dokumentach z 1358 roku. Około 12 tys. mieszkańców (2005).